# ثور: عشق و تندر (موسیقی متن)
ثور: عشق و تندر (موسیقی متن فیلم اصلی) موسیقی فیلم ثور: عشق و تندر توسط مایکل جیاکینو و نامی ملوماد استودیو مارول است. این آلبوم موسیقی متن توسط هالیوود رکوردز در ۶ ژوئیه ۲۰۲۲ منتشر شد.

## زمینه
در دسامبر ۲۰۲۱، مایکل جیاکینو فاش کرد که قرار است عشق و تندر را به ثمر برساند. او قبلاً برای مارول استودیوز، فیلم دکتر استرنج (۲۰۱۶) و سه‌گانه مرد عنکبوتی دنیای سینمایی مارول و همچنین فیلم قبلی وایتیتی جوجو خرگوشه (۲۰۱۹) کار کرده بود. یک آلبوم موسیقی متن با مضامین اصلی جیاکینو به همراه موسیقی ساخته شده توسط جیاکینو و نامی ملوماد توسط هالیوود رکوردز و مارول موزیک در ۶ ژوئیه ۲۰۲۲ منتشر شد. تک آهنگ "Mama's Got a Brand New Hammer"، مجموعه اصلی فیلم، در ۳۰ ژوئن منتشر شد.

## فهرست آهنگ
تمام موسیقی ساخته شده توسط مایکل جاکینو و نامی ملومد.
| شماره      | نام                                    | مدت   |
| ---------- | -------------------------------------- | ----- |
| ۱.         | «Mama's Got a Brand New Hammer»        | ۶:۱۰  |
| ۲.         | «Just Desert»                          | ۲:۲۵  |
| ۳.         | «Indigarr with the Diva»               | ۱:۴۴  |
| ۴.         | «The Not Ready for New Asgard Players» | ۱:۳۹  |
| ۵.         | «See Jane Thor»                        | ۱:۰۸  |
| ۶.         | «Distressed Out»                       | ۲:۳۸  |
| ۷.         | «Gorr Animals»                         | ۲:۳۳  |
| ۸.         | «A Gorr Phobia»                        | ۲:۰۸  |
| ۹.         | «The Ax Games»                         | ۱:۲۱  |
| ۱۰.        | «Thorring to New Heights»              | ۰:۵۷  |
| ۱۱.        | «Show Intel»                           | ۲:۵۳  |
| ۱۲.        | «We're Not Emos We're Gods»            | ۰:۵۱  |
| ۱۳.        | «The Zeus Fanfares»                    | ۱:۲۶  |
| ۱۴.        | «I Was in the Pool!»                   | ۲:۲۵  |
| ۱۵.        | «Saving Face»                          | ۳:۰۹  |
| ۱۶.        | «Utter Lunarcy»                        | ۱:۲۴  |
| ۱۷.        | «Think on Your Defeat»                 | ۱:۴۱  |
| ۱۸.        | «Bedside Hammer»                       | ۱:۳۵  |
| ۱۹.        | «Temple-itis»                          | ۱:۳۸  |
| ۲۰.        | «Surely, Temple»                       | ۱:۰۱  |
| مجموع مدت: | مجموع مدت:                             | ۵۹:۰۳ |

## موسیقی اضافی
کارگردان تایکا وایتیتی می‌خواست که موسیقی همان زیبایی‌شناسی فیلم را با پالت رنگارنگ، پرصدا و غم‌انگیزش منعکس کند. " فرزند شیرین من " توسط گانز ان روزز در این فیلم نمایش داده می‌شود، با توجه به اینکه گانز ان روزز یکی از گروه‌های مورد علاقه وایتیتی است و به "انعکاس نوعی ماجراجویی دیوانه کننده ای که ما [بصری] ارائه می‌کنیم" کمک کرد. این آهنگ همچنین در بازاریابی فیلم مورد استفاده قرار گرفت. از دیگر آهنگ‌های این فیلم می‌توان به موارد زیر اشاره کرد: " فقط زمان " از انیا ; «به جنگل خوش آمدید»، «شهر بهشتی» و «باران نوامبر» توسط گانز اند رزز. "مبارزه" اثر مایکل رافائل؛ " آخرین تابستان ما " ساخته آبا ; " رابطه خانوادگی " نوشته مری جی بلیج ; " خوبی‌ها " توسط سی‌یرا با حضور پتی پابلو؛ و " رنگین کمان در تاریکی " اثر دیو. همچنین شامل " کانکس قدیمی سپایس سی " اثر جینجر جانسون و یک آهنگ اصلی، " هی نینی-نانی " است که توسط وایتیتی اجرا شده‌است.